# يوسف أيمن (لاعب كرة قدم إماراتي)
يوسف أيمن يوسف المنصوري (مواليد 7 أبريل 1999، لاعب كرة قدم إماراتي يجيد اللعب في الوسط مع نادي الظفرة.

## مسيرة اللاعب
لعب في نادي الجزيرة ونادي الظفرة.

## روابط خارجية
- يوسف أيمن على موقع Soccerway.com (الإنجليزية)